# アルコ写真工業
アルコ写真工業株式会社（アルコしゃしんこうぎょう）は日本の東京にあったカメラメーカー・レンズメーカーである。

## 概要・歴史
東京の芝に産まれた創業者の加藤繁は小学校6年生からヴェスト・ポケット・コダックを使い中学時代には写真部を起こし、東京写真研究会のメンバーになるなど写真が好きであった。高等拓殖学校を卒業後ブラジルで3年間を過ごした後、第二次世界大戦中は軍需省の仕事で陸軍の自動車の修理をしていた。この時に加藤が親分肌で先見性に富んでいることを知った部下は加藤を見込んで、戦後仕事のない時代に入れ替わり立ち替わりやって来たという。加藤は資源を使わずドルを稼ぐには光学機械が一番適していると判断した。
まず生活費を稼ぐためと機械製造の足がかりとして、元部下の浅見勝蔵と共同で1946年5月にアサカ精工を立ち上げ、機械工具の販売を始めた。次に金属モールドやダイキャストの製法を知るため、35mmゲージで国電の鉄道模型を可動台車で製造し、それまでの固定台車に比して格段に脱線が少なかったことから好評を得て、目黒田道橋（現目黒区目黒一丁目）に小さな家を買い、そこを工場とした。
写真関連で最初に作ったのは三脚で、まずは三脚そのものの構造を知るためベル&ハウエルのコピー品を製造し、品不足に悩む写真業界から好評で迎えられた。田道橋の工場は売却して大田区雪ヶ谷にあった岸製作所という工場を買収し、1949年7月にアルコ写真工業株式会社に改組した。アルコとは、ポルトガル語で「弓」の意である。この後は当時の日本製品では珍しくコピー品でなく独創性で勝負して行くようになる。橋田幸治はフリーストップ三脚を設計し、1/100mmの精度を持つパイプの入手に苦労しながら製造し、当時としては5,800円の高価格で売り出された。少し重いながらも非常に好評で、この後同種の製品が定番になった。
次はレンズ研磨設備を入れてフィルターを売り出した。また距離計、接写装置「アプロー」など各種の写真関連製品を手がけた。
アサカ精工時代の1946年に入社した阿部正雄が1947年カメラの試作を開始し、レンズ交換式、マガジン交換式、フォーカルプレーンシャッターの6×6cm判一眼レフカメラの開発を進め、1950年には金属幕のフォーカルプレーンシャッターで特許を取得したが、1951年ハッセルブラッドがハッセルブラッド1600Fを発売、夏に浅沼商会の応接室で現物を検討した結果開発を棚上げすることとなった。1951年の秋には阿部に35mmコンパクトカメラの開発が指示された。この時の内容は「レンズは非交換」「35cmまでの接写ができること、そのために蛇腹を使うこと」「両手で構えた時全ての操作ができること」「オリジナルであること」であった。特に最後の指示は徹底しており、設計のために他のカメラを見ることを禁じられたという。
1952年秋にはアルコ35の設計試作が完了し、写真雑誌の誌面を賑わせるようになった。1952年11月に量産を始め、そのユニークな機能で人気を呼び高価格にもかかわらずよく売れた。1954年にはアルコ35にセットすると二眼レフカメラになり、パララックス自動補正、被写界深度も確認できるようになるアクセサリービューアルコが発売され、これも高価格ながらよく売れた。
輸出商社からの進めもあって1955年に加藤繁が市場調査のためアメリカ合衆国にアルコ35を持参した際、ニューヨークで商社の駐在員からボルシーアメリカのジャック・ボゴポルスキーを紹介されて見せたところ非常に興味を持ち、「自分の会社で販売したい」「アイデアを送るから製品化して欲しい」という話になった。帰国してから何台かサンプルを送りイメージスケッチが送られて来たが、アイデアを具体化しようとすると全くまとまりがないことが分かって来た。ボルシーでアルコ35を売る話も具体化せず、そうこうしているうちに音信が途絶えてしまったが、この顛末は「米国が技術を買いにきた日本の独創カメラ」と広告に使われた。
アメリカの市場を見てデジュア8という8mmカメラを購入して来た加藤繁は8mmカメラに転進することを決め、国産初の3本ターレット、シャッター開角度機構を備えたアルコエイトを1956年に発売した。その後半年に1機種のサイクルで新型を出したが、1960年末に会社更生法の手続きをし、1961年1月再建は難しいと判断され、廃業した。

## カメラ製品の一覧

### 135フィルム使用カメラ
- アルコ35（1952年[8][5]11月[4]または12月[9]製造開始、12月発売[10]） - レンズは3群5枚コリナー50mmF2.8。最短撮影距離は距離計連動で0.35m[11][5]。製品記号は「S-135-A」[9]。
- アルコ35J（1955年6月製造開始[9]、1955年[8]9月[12]または11月[10]発売） - アルコ35のレンズを3群4枚コリナー50mmF3.5とした普及型[12]。製品記号は「S-135-B」[9]。
- アルコオートマット3.5（1955年12月発売[10]） - アルコ35Jのシャッターをセルフコッキング、ファインダーを等倍とした改良モデル[11]。レンズは同構成ながらGコリナー50mmF3.5[12]に名称が変わった。後からメーカーにて実費でコリナー50mmF2.8への交換も可能であった[12]。製品記号は「S-135-C」[9]。
- アルコオートマット2.8（1956年2月発売[10]） - アルコ35のシャッターをセルフコッキング、ファインダーを等倍とした改良モデル[11]。製品記号は「S-135-CII」[9]。
- アルコオートマットD（1956年5月発売[10]） - レンズをコリナー50mmF2.4とし、ファインダーがブライトフレーム式になった[11][1]。製品記号は「S-135-D」[9]。シャッターをセイコーシャMXLに変更した試作モデルが5台製造されたがこれは一般発売に至らなかった[1]。

### オプション
二眼レフカメラの上半分がオプションとなっているビューアルコが有名である。アルコ35とアルコ35Jとアルコオートマットの間にはビューアルコの互換性がなく、アルコオートマット3.5とアルコオートマット2.8は共通。ビューアルコを取り付ける際は無限遠で精密に調整しなければならない。ドイツのメゴフレックスと似ているが、二眼レフカメラからの発想だという。

### 8mmフィルム使用ムービーカメラ
規格は全て16mm幅のフィルムを使用するダブル8。
- アルコエイト（1956年10月製造開始[9]、発売[4]） - 国産8mmカメラとしてはシネマックス、エルモ8Aに続いて3番目で、国産初の3本ターレットとシャッター開角度機構を備えた意欲作であった[6]。特にシャッター開角度機構は難しく、映画会社にミッチェルを見せてもらって参考にした[7]が、これはシャッター開角度機構で有名なボレックスですら小型機には1958年まで採用していなかった[10]。Dマウント[7]。ファインダーは単なる枠式[13]。製品記号は「K-802」[9]。
- アルコエイトK（1957年5月製造開始[9]、発売[7]） - アルコエイトのファインダーをズーム式にしたもの[7]だがターレットと連動はしていない[13]。3本ターレット、Dマウント[14]。製品記号は「K-802K」[9]。
- アルコエイトS - アルコエイトKをシングルレンズとした普及版[14]。
- アルコテクニカ（1958年2月製造開始[9]、1958年[13]2月[7]発売） - 64コマ/秒を備え、逆回転可能、露出計内蔵、レンズターレット回転でファインダーも自動的に切り替わる[13]。付属レンズもF1.4となった超高級機[7]。3本ターレット、Dマウント[14]。製品記号は「K-803」[9]。
- アルコエイト804（1958年10月製造開始[9]、発売） - ファインダーを簡略化した普及機[7]という位置づけではあるが、ターレット外周のギアでファインダー外周のギアを駆動している点ではベル&ハウエルのフィルモ70DRと似ているが、これはズーム式の上パララックスも補正する[13]。3本ターレット、Dマウント[14]。製品記号は「K-804」[9]。
- アルコスーパーメカニカCR-8（1959年6月製造開始[9]、発売[7]） - アルコテクニカをさらにグレードアップし[15]自動逆転装置を装備したモデル[7]。3本ターレット、Dマウント[14]。製品記号は「K-803B」[9]。
- アルコCH-8トリオマット（1959年9月製造開始[9]、発売[7]） - 当時の大量生産による低価格化の趨勢に従い高機能ながら安価になったモデル[7]。アルコテクニカベースに見えるが実際にはアルコエイト804ベース[15]。F1.4レンズが使用できるよう拡大された3本ターレット、Dマウント[14]。製品記号は「K-804B」[9]。
- アルコズームS（1960年8月発売[7]） - アルコCH-8トリオマットのボディーに7群10枚[14]。11.5-33mmF1.8の手動ズームレンズを装着し[7]一眼レフカメラ[14]としたモデル。製品記号は「K-SV3K」[9]。

### 16mmフィルム使用ムービーカメラ
- アルコTV16 - アルコエイト804をそのまま拡大したようなデザインで、テレビ局用に企画され、50台分の部品を製作し取扱説明書も作り、5台輸出したところで会社が倒産になった[7]

## レンズ製品の一覧

### ミランダスクリューマウント
- アルコ・コリナー50mmF2.4[11][9]

### Dマウント
- シネアルコ6.5mmF1.4[14]
- シネアルコ6.5mmF1.8（1956年10月製造開始[9]）[14]
- シネアルコ13mmF1.4[14]
- シネアルコ13mmF1.8（1956年10月製造開始[9]）[14]
- シネアルコ38mmF1.4[14]
- シネアルコ38mmF1.8（1956年10月製造開始[9]）[14]
- シネアルコ50mmF2.8 - 一眼レフカメラとする[15]ミラー入り鏡胴[9]。
- シネアルコ75mmF2.8 - 一眼レフカメラとする[15]ミラー入り鏡胴[9]。